# Gran Fondo 1979 (ciclismo)
La Gran Fondo-La Seicento 1979, nona ed ultima edizione della corsa, si svolse il fra l'8 e il 9 giugno 1979 su un percorso di 670 km. La vittoria fu appannaggio dell'italiano Sergio Santimaria, che completò il percorso in 18h49'43", alla media di 35,584 km/h, precedendo i connazionali Enrico Paolini e Vincenzo De Caro.
Questa edizione fu organizzata a distanza di 38 anni dalla precedente e fu l'ultima disputata.

## Ordine d'arrivo (Top 10)
| Pos. | Corridore           | Squadra                     | Tempo     |
| ---- | ------------------- | --------------------------- | --------- |
| 1    | Sergio Santimaria   | Mecap-Hoonved               | 18h49'43" |
| 2    | Enrico Paolini      | Scic-Bottecchia             | s.t.      |
| 3    | Vincenzo De Caro    | Mecap-Hoonved               | s.t.      |
| 4    | Renato Marchetti    | Sanson-Luxor TV-Campagnolo  | s.t.      |
| 5    | Fiorenzo Favero     | Sapa Assicurazioni-Frontini | s.t.      |
| 6    | Corrado Donadio     | C.B.M. Fast-Gaggia          | s.t.      |
| 7    | Giuseppe Fatato     | San Giacomo-Benotto         | s.t.      |
| 8    | Silvano Cervato     | Gis Gelati                  | s.t.      |
| 9    | Giuseppe Martinelli | San Giacomo-Benotto         | s.t.      |
| 10   | Franco Conti        | San Giacomo-Benotto         | s.t.      |